# Nafta

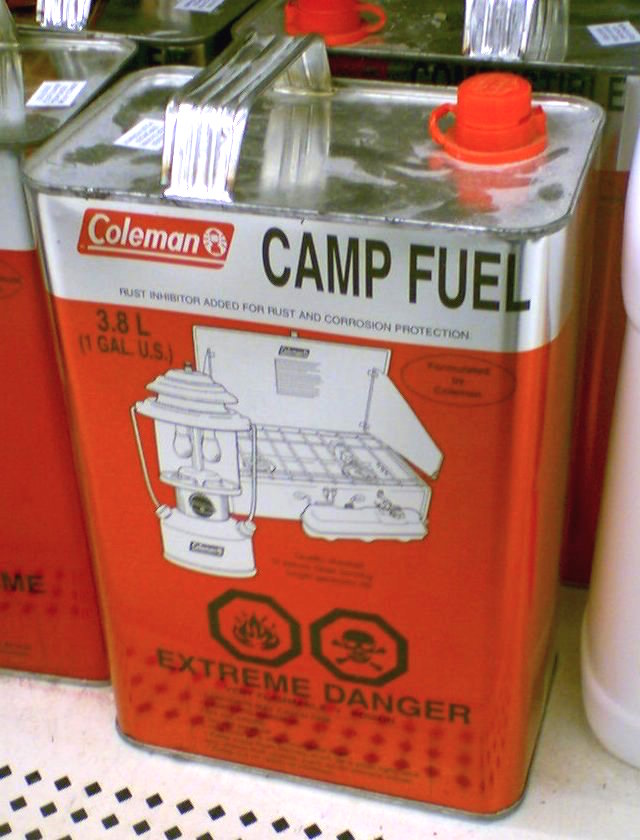
Nafta, como disponível no mercado.

A nafta é um derivado de petróleo utilizado principalmente como matéria-prima da indústria petroquímica (“nafta petroquímica” ou “nafta não-energética”) na produção de eteno e propeno, além de outras frações líquidas, como benzeno, tolueno e xilenos. A nafta energética é utilizada para geração de gás de síntese através de um processo industrial (reformação com vapor d'água). Este gás é utilizado na produção do gás canalizado doméstico.
A nafta petroquímica é um líquido incolor, com faixa de destilação próxima à da gasolina. Este derivado é utilizado como matéria-prima pelas três Centrais Petroquímicas existentes no Brasil - Braskem (Bahia, Rio Grande do Sul e São Paulo), que o processam obtendo como produtos principais, eteno, propeno, butadieno e correntes aromáticas.
A Petrobras é uma das produtoras de nafta petroquímica no Brasil, atendendo parcialmente à procura nacional com produção própria e com importações. As centrais petroquímicas realizam importações por conta própria, para complementar suas necessidades. A Refinaria de Petróleo Riograndense informa em seu site que entre outros itens, produz também a nafta petroquímica. 

## Referência
- Fonte: ANP- Agência Nacional do Petróleo - http://www.anp.gov.br/petro/petroleo.asp
- Fonte: https://web.archive.org/web/20100922103255/http://www2.petrobras.com.br/produtos_servicos/port/produtos/Nafta_Petroquimica/nafta_petroquimica.asp
- Fonte: https://web.archive.org/web/20150209170227/http://www.refinariariograndense.com.br/refinaria/Pages/produtos/produtos/produto.aspx?id=7